# Ocymyrmex hirsutus
Ocymyrmex hirsutus är en myrart som beskrevs av Auguste-Henri Forel 1910. Ocymyrmex hirsutus ingår i släktet Ocymyrmex och familjen myror. Inga underarter finns listade i Catalogue of Life.